# إميلي كام كنجواري
إميلي كام كنجواري أوإميلي كام نجواري (1910 - 3 سبتمبر 1996) كانت فنانة أسترالية من السكان الأصليين من مجتمع يوتوبيا في الإقليم الشمالي .  وهي واحدة من أبرز وأنجح الفنانين في تاريخ الفن الأسترالي . 

## روابط خارجية
- صور لأعمال Kngwarreye على ArtNet
- إميلي كام نجواراي في معرض الفنون في نيو ساوث ويلز
- إميلي كنجواري في المتحف الوطني الأسترالي
- إميلي كنجواري في المتحف الوطني الأسترالي
- إميلي كنجواريي في متحف لودفيغ ، كولونيا، ألمانيا
- إميلي Kngwarreye على التصميم والفن أستراليا على الإنترنت
- مراجعة Emily Kame Kngwarreye بواسطة Sue Smith من Grafico Topico

قالب:Central and Western Desert artists